# Hjalmar Berlin
Bror Hjalmar Berlin, född 14 mars 1886 i Lyngby församling, Malmöhus län, död 11 september 1948, var en svensk tidningsman. Han var bror till Nils och Herved Berlin.
Efter studentexamen i Lund 1905 blev Berlin medarbetare i Malmö-Tidningen 1906, Skånes Nyheter 1907, var redaktionssekreterare i Lunds Dagblad 1908–1910 och dess redaktör och utgivare 1910–1914. Han studerade statskunskap vid universitetet 1913, var Dagens Nyheters skånekorrespondent 1914–1915, Skånetidningen Dagens huvudredaktör och utgivare samt verkställande direktör 1910–1920, verkställande direktör i Nationalförbundet för Skåne 1920–1924, Malmö allmänna valmansförenings ombudsman 1920–1925, huvudredaktör och utgivare av Bohus-Posten 1924–1928 och av Skånska Dagbladet från 1928 till sin död.
Berlin var även ordförande i Uddevalla moderata valmansförening[när?], ordförande i Bondeförbundets pressförening[när?], ledamot av 1939 års tryckfrihetssakkunniga och av Pressrådet, sorterande under Statens informationsstyrelse, ledamot av Statens pressnämnd och ordförande i Publicistklubbens södra krets[när?]. Han författade Norges Bondelag och Norges Bondeparti (1931).